# Luis Berraquero
Luis Berraquero Miril (Jerez de la Frontera 18 de abril de 1906 - Madrid, 26 de abril de 1980 †) fue un actor y técnico de producción. 

## Biografía
Se inició de joven en el teatro, en las Compañías como la Manolo París y la Santacana.
En 1936 debuta en el cine con el papel de Panduriño en La casa de la Troya.
Después de la Guerra Civil pasaría detrás de las cámaras ejerciendo las funciones de segunda unidad, secretario de dirección director de producción y ayudante de director.
Era hermano del escritor, Diego Berraquero Miril. Su hijo, Luis Ignacio Berraquero González, ha trabajado como operador de cámara para cine y televisión, especializándose en documentales. Su otro hijo, Rafael Berraquero González trabajó en Maquillaje para cine y Televisión, especializándose en caracterización.

## Filmografía
- La casa de la Troya (1936). Actor.
- Amores de juventud (1938). Actor.
- Un alto en el camino (1941). Actor
- La rueda de la vida (1942). Actor.
- ¡Qué contenta estoy! (1942). Actor.
- Un caballero famoso (1942). Actor.
- Con los ojos del alma (1942). Técnico.
- Lecciones de buen amor (1943).
- Eloísa está debajo de un almendro (1943)
- El clavo (1944). Asistente director.
- El fantasma y doña Juanita (1944).
- El emigrado (1946).
- La pródiga (1946). Jefe de producción.
- Mar abierto (1946).
- La nao capitana (1947).
- Botón de ancla (1947).
- La fe (1947).
- La dama del armiño (1947).
- Reina santa (1947).
- Las aventuras de Juan Lucas (1948).
- Sabela de Cambados (1948).
- Mare Nostrum (1948).
- Una mujer cualquiera (1949).
- La corona negra (1950). Asistente director.
- La niña de la venta (1951). Secretario de dirección.
- La trinca del aire (1951). Secretario de dirección.
- La estrella de Sierra Morena (1952). Asistente producción.
- ¡Ché, qué loco! (1952). Director de producción.
- Nadie lo sabrá (1953).
- La alegre caravana (1953).
- Puerto España (Málaga/Fuego sobre África) (1954).
- El batallón de las sombras (1956).
- La vuelta al mundo en ochenta días (1956). Director de producción en España.
- Fedra (1956). Asistente de producción.
- Las lavanderas de Portugal (1957).
- John Paul Jones (1959). Responsable de Servicio de guerra.
- María de la O (1959). Asistente de producción.
- Las de Caín (1959). Director de producción.
- El pequeño coronel (1960). Jefe de producción.
- Bello recuerdo (1961). Productor delegado.
- Escucha mi canción (1961). Director de producción.
- El balcón de la luna (1962). Director de producción.
- Los dos golfillos (1962). Director de producción.
- La batalla del domingo (1962). Director de producción.
- ¿Chico o chica? (1962). Director de producción.
- El secreto de Tomy (1963). Director de producción.
- Un puente sobre el tiempo/Alféreces provisionales. (1964). Productor ejecutivo.
- La vida nueva de Pedrito de Andía (1965). Director de producción.
- Loca juventud (1965). Director de producción.
- La mujer perdida (1966). Director de producción.
- Oscuros sueños de agosto (1967). Jefe de producción.
- Este cura (1968). Gerente unidad.
- Esa mujer (1969). Director de producción.
- ¡Vivan los novios! (1970). Director de producción.
- La cólera del viento (1970). Director de producción.
- ¡Qué cosas tiene el amor! (1973). Director de producción.